# Hermann Cohn
Hermann Cohn, född 4 juni 1838 i Breslau, död där 11 september 1906, var en tysk oftalmolog. Han var far till Emil Ludwig.
Cohn blev i Breslau 1860 filosofie doktor, 1863 medicine doktor, 1868 docent och 1874 extra ordinarie professor i oftalmiatrik. Han vinnlade sig särskilt om ögonens vård ur skolhygienisk synpunkt och publicerade däröver ett stort antal arbeten.